# Đại Phước, Càng Long
Đại Phước là một xã cũ thuộc huyện Càng Long, tỉnh Trà Vinh, Việt Nam.

## Địa lý
Xã Đại Phước nằm ở phía đông nam huyện Càng Long, cách trung tâm huyện Càng Long 18 km theo đường chim bay, về phía tây là 11,5 km; cách thành phố Trà Vinh 16 km theo đường chim bay, về phía đông nam là 6,4 km, có vị trí địa lý:
- Phía đông giáp thành phố Trà Vinh
- Phía tây giáp các xã Nhị Long, Nhị Long Phú và Đức Mỹ
- Phía nam giáp xã Đại Phúc và xã Bình Phú
- Phía bắc giáp tỉnh Bến Tre.

Xã Đại Phước có diện tích 19,82 km², dân số năm 2019 là 8.728 người, mật độ dân số đạt 440 người/km².

## Hành chính
Xã Đại Phước được chia thành 8 ấp: Hạ, Long Hòa, Nhị Hòa, Rạch Dừa, Thượng, Trà Gút, Trại Luận, Trung.

## Lịch sử
Sau năm 1975, Đại Phước là một xã thuộc huyện Càng Long.
Ngày 10 tháng 12 năm 2003, Chính phủ Việt Nam ban hành Nghị định số 157/2003/NĐ-CP về việc thành lập xã Đại Phúc trên cơ sở 1.050,675 ha diện tích tự nhiên và 5.003 nhân khẩu của xã Đại Phước.
Sau khi điều chỉnh địa giới hành chính thành lập xã Đại Phúc, xã Đại Phước còn lại 1.982,124 ha diện tích tự nhiện và 9.520 nhân khẩu.
Ngày 15 tháng 10 năm 2019, Hội đồng Nhân dân tỉnh Trà Vinh ban hành Nghị quyết 157/NQ-HĐND về việc:
- Sáp nhập ấp Tân Trung vào ấp Trung
- Sáp nhập ấp Rạch Sen vào ấp Rạch Dừa
- Sáp nhập ấp Trà Gật vào ấp Trà Gút
- Sáp nhập một phần ấp Hạ vào ấp Trại Luận.

## Xã hội
Toàn xã hiện có 4 điểm trường:
- Trường mẫu giáo Ban Mai
- Trường Tiểu học Đại Phước A
- Trường Tiểu học Đại Phước C
- Trường Trung học cơ sở Đại Phước.

## Giao thông

### Giao thông bộ
Trên địa bàn xã có 2 tuyến giao thông lớn là đường tỉnh lộ 915B mới xây dựng, và tuyến Quốc lộ 60, ngoài ra trên địa bàn toàn xã còn có các tuyến giao thông đường nhựa liên xã được phân bố khá hợp lý, các tuyến giao thông nông thôn 11/11 ấp đều được bê tông hóa và nhựa hóa đảm bảo xe 2 bánh lưu thông đến trung tâm xã dễ dàng trong cả hai mùa mưa nắng.
Hệ thống giao thông của xã thời gian qua tuy đã phát triển, nhưng trong tương lai cần đầu tư mạnh để phát triển hệ thống giao thông đảm bảo phục vụ cho nhân dân lưu thông và vận chuyển hàng hoá ngày càng tăng.
Đường trục xã, liên xã: Đường trục xã, liên xã tổng số 21,8 km, số km nhựa hóa 21,8 km, đạt 100%. (Đoạn QL 60 cầu Dừa Đỏ đến Bưu điện Đức Mỹ dài 2,8 km; Hương lộ 1 hương lộ 4 từ QL60 đến trường Bùi Hữu Nghĩa dài 19Km). Đạt cấp kỷ thuật của Bộ GTVT mặt đường rộng 6m, nền đương 8m.
Đường trục ấp, liên ấp: Tổng số 31 km, số km cứng hóa đạt chuẩn, đạt 22,301 km, chiếm tỷ lệ 72%. Gồm các tuyến: (mặt đường rộng 3m, nền đường 4m: đường nhựa Bờ bao 5 ấp Trà Gật- Trung dài 2 km; đường nhựa từ ấp Trại Luận- cua ấp Thượng 3Km; đường nhựa Trà Gút- Trại Luận dài 2.181m; đường nhựa ấp Rạch Sen- ấp Trung 2,4 km; đường nhựa Tân Trung 1.220m); (mặt đường rộng 2m, nền đường 3m: Đường đan ấp Trung- Hạ- Rạch Dừa 2 km; đường đan Trà Gút- Trà Gật 4Km; Đường đan Trại Luận- Trà Gật 2,5 Km; Đường đan Nhị Hòa- Nhị Long 3 km).
Đường ngõ xóm: Tổng số 47 km: tỷ lệ cứng hóa 24,9 km đạt 53% mặt đường rộng 2m, nền đường 3m. Còn lại 22,1 km chưa được cứng hóa nhưng sạch và không lầy lội vào mùa mưa đạt 100%.. Gồm các tuyến:
- Đường đá dâm Quốc lộ 60 - Trường C - ấp Tân Trung 3,2 km
- Đường đal: Quốc lộ 60- Nhị Hòa 2,4 km
- Đường đal HL4 - Trà Gật 2,5Km
- Đường đal HL4- Trà Gút 2 km
- Đường đal HL4 - Đường dẫn Cầu Cổ Chiên ấp Rạch Dừa 0,8Km
- Đường đal ấp Long Hòa 1,8Km
- Đường đal Bờ bao 5- Ấp Trung 4,5Km; Đường đan Trại Luận 1,1Km
- Đường đal ấp Hạ (Khu tái định cư) 1,2Km
- Đường mùa hè xanh Nhị Hòa 2 km
- Đường từ QL60 đến cầu Ngã tắc 2,2 km
- Đường đal Rạch sen 1: 1,2 km.

Đường trục chính nội đồng: Tỷ lệ km 8/8 km được cứng hóa đạt 100% mặt đường 2m, nền đường rộng 3m. Gồm các tuyến: Đường đan Trà Gật 2,5 km; Trà Gút 2 km; Nhị Hòa 2,4 km; Đường đan Trại Luận 1,1Km,...

### Giao thông thủy
Xã Đại Phước có hệ thống mạng lưới sông ngòi và kênh dày đặc thuận lợi cho việc phát triển nông nghiệp, và nuôi trồng thủy sản.
Sông Cổ Chiên, sông Láng Thé là tuyến giao thông thủy quan trọng của xã trong vận chuyển hàng hoá và giao lưu hàng hoá với các huyện trong tỉnh cũng như ngoài tỉnh.